# Pseudoleptaleus basirufus
Pseudoleptaleus basirufus is een keversoort uit de familie snoerhalskevers (Anthicidae). De wetenschappelijke naam van de soort is voor het eerst geldig gepubliceerd in 1989 door Bonadona.